# Marek Sart

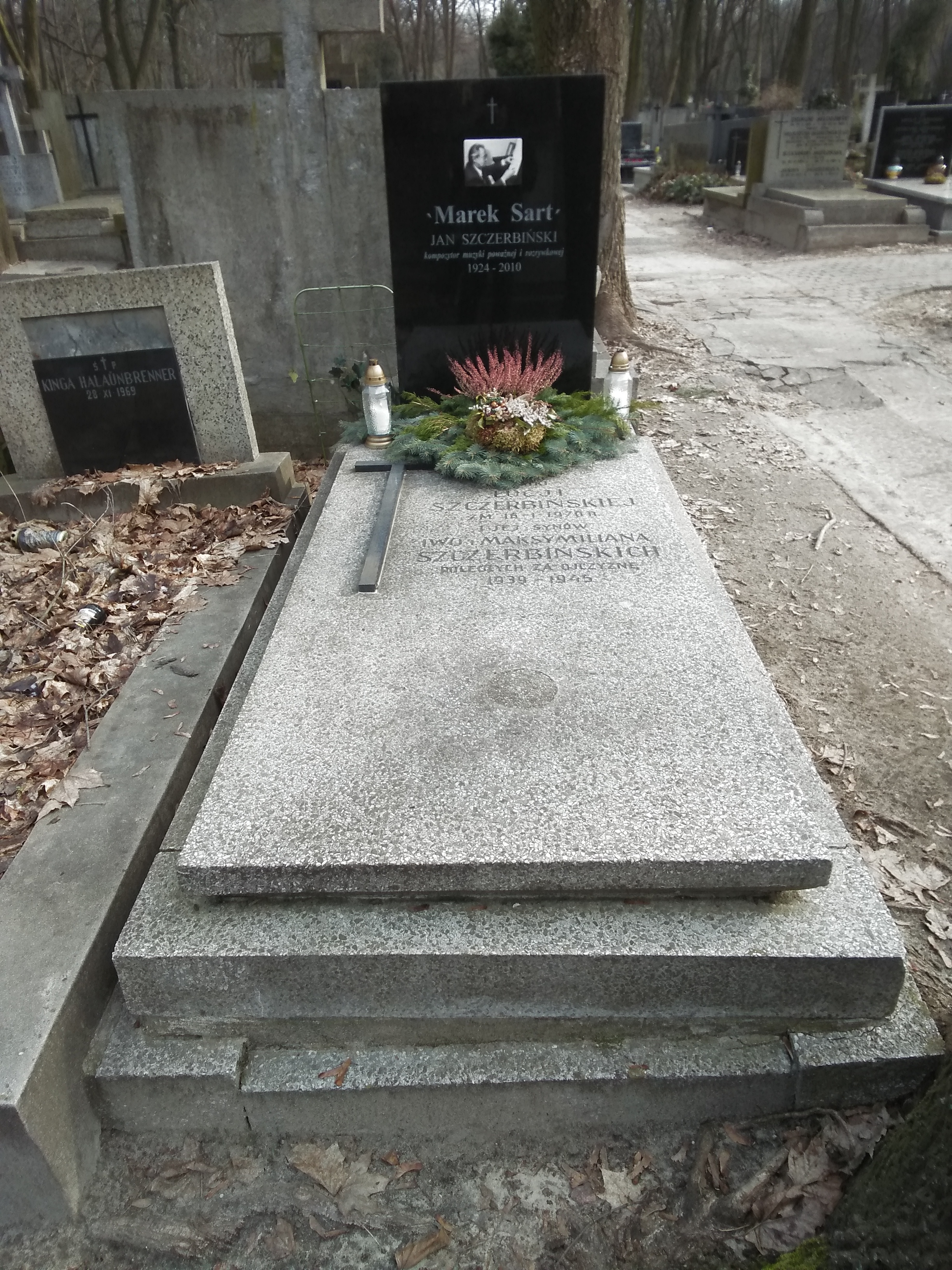
Grób Marka Sarta na cmentarzu Powązkowskim w Warszawie

Marek Sart, właśc. Jan Szczerbiński (ur. 4 czerwca 1926 w Łodzi, zm. 6 listopada 2010 w Otwocku) – polski kompozytor muzyki rozrywkowej i aranżer.

## Życiorys
Urodził się w rodzinie Franciszka i Łucji (zm. 1970), nauczycielki muzyki. Dwaj bracia Iwo i Maksymilian zginęli podczas II wojny światowej. W latach 1947–1950 studiował filologię polską na Uniwersytecie Łódzkim, w latach 1952–1955 prywatnie uczył się kompozycji u Tadeusza Szeligowskiego. Od 1955 zaczął komponować muzykę rozrywkową. W czasie studiów współtworzył Klub Melomani przy polskim oddziale YMCA w Łodzi, grał także na kontrabasie i gitarze w zespole jazzowym „Melomani” Jerzego Matuszkiewicza. W 1968 przy Wojewódzkim Przedsiębiorstwie Imprez Artystycznych w Białymstoku wraz z Ernestem Bryllem założyli folk-rockowy zespół „Drumlersi”, w którym Sart został kierownikiem muzycznym. 
Od 1950 współpracował z radiem, a następnie z TVP. Był autorem muzycznych audycji radiowych, m.in. „Marek Sart przedstawia polską muzykę instrumentalną”, programów tv, m.in. „Ich pięciu i ona jedna”, „Krach z piosenkami” i „Lista przebojów muzyki” poważnej, „Ze świata musicalu”.
Jest twórcą operetek i musicali (Miss Polonia, libr. Jerzy Jurandot, 1961, Achilles i miłość, libr. Jonasz Kofta i Michał Sprusiński, 1974), bajek i musicali dla dzieci (Toto, libr. Ernest Bryll i Małgorzata Goraj, 1982).
W 1961 był twórcą Teatru Piosenki w kawiarni „Bristol” w Warszawie, przekształcony w pierwszy w Polsce klub szkolenia piosenkarzy, tzw. „Klubu Piosenki ZAKR”. W latach 1964–1968 był prezesem ZAKR-u.
W latach 1960–1962 był kierownikiem muzycznym teatru satyrycznego „Buffo” w Warszawie, w latach 1973–1974 kierownikiem artystycznym Operetki Poznańskiej.
Był współautorem (z Marek Wiernikiem) książki Album polskiego rocka.
Od 1991 przewodniczył radzie Fundacji Kultury Polska-Niemcy.
Był prezesem rady programowej Otwockiego Centrum Kultury, oraz stałym uczestnikiem spotkań Towarzystwa Przyjaciół Otwocka. Autor hejnału Otwocka. 
Zmarł w Otwocku, pochowany na cmentarzu Powązkowskim w Warszawie (kwatera 283-2-29).

## Wybrane piosenki
- Bal u Posejdona (muz. i sł. Marek Sart, wyk. Anna German, Krzysztof Cwynar)
- Co nas obchodzi (sł. Jerzy Jurandot, wyk. Olgierd Buczek) – z filmu Mąż swojej żony
- Dyl Sowizdrzał (sł. Stanisław Grochowiak)
- Dzień dobry, Nike (sł. Jerzy Miller)
- Każda miłość jest pierwsza  (sł. Jerzy Jurandot, wyk. Irena Santor)
- Komu piosenkę (sł. Karol Kord, wyk. Jerzy Połomski)[11]
- Malowana lala (wyk. Karin Stanek)
- Nie jestem głupia (sł. Andrzej Bianusz)
- O kim dzisiaj opowiada (sł. Janusz Sent, wyk. Krzysztof Cwynar)
- Odejdź smutku (sł. Jerzy Miller, wyk. Maria Koterbska)
- Piosenka prawdę Ci powie (sł. Karol Kord, wyk. Rena Rolska)
- Raz, jedyny raz (sł. Karol Kord, wyk. Krzysztof Cwynar)
- Raz na ludowo (sł. Janusz Odrowąż)
- Siódme niebo (sł. Lidia Gierwiałło, wyk. Marcin Bronikowski)
- Słońce w kapeluszu (sł. Janusz Odrowąż, wyk. Tadeusz Ross)
- Trzysta tysięcy gitar (sł. Krzysztof Dzikowski, Wojciech Młynarski, wyk. Karin Stanek)
- Wesoły pociąg (sł. Kazimierz Winkler, wyk. Marta Mirska, Chór Czejanda)
- Wiosną mi bądź (sł. Jerzy Jurandot)
- Woziwoda (sł. Jerzy Ficowski, wyk. Jerzy Michotek, Jerzy Połomski)
- Wspomnienie (sł. Julian Tuwim, wyk. Czesław Niemen)
- Znad białych wydm (sł. Andrzej Tylczyński, wyk. Fryderyka Elkana)

## Muzyka filmowa
- Profesor Filutek w parku (1955)
- Dziwny sen prof. Filutka (1956)
- Pojedynek profesora Filutka (1956)
- Tajemnica starego zamku (1956)
- Mąż swojej żony (1960)
- Klub kawalerów (1962)
- Liczę na wasze grzechy (1963)
- Marynarka to męska przygoda (1966)
- Przygoda z piosenką (1968)
- Jak się pozbyć czarnego kota (1984)

Źródło:.

## Spektakle Teatru Telewizji
- Największy krasnal świata (1991)[13]

## Ordery i odznaczenia
- Krzyż Oficerski Orderu Odrodzenia Polski (1998)[4][14]
- Medal ZAiKS-u (1993, 1998)[15]
- Odznaka Honorowa ZAiKS-u (1988)[15]

## Nagrody
- II nagroda na Międzynarodowym Festiwalu Piosenki w Sopocie za Woziwodę (1961)
- II nagroda na Międzynarodowym Festiwalu Piosenki w Sopocie za Odejdź smutku (1963)
- I nagroda w konkursie radiowym na piosenkę festiwalową na Krajowym Festiwalu Piosenki Polskiej w Opolu za Znad białych wydm (1964)
- Srebrny Gronostaj na festiwalu w Rennes (Francja) za Dyla Sowizdrzała (1974)

Źródło:.